# Jacob Lusk
Jacob Lusk (Los Angeles, 23 juni 1987) is een Amerikaanse zanger die bekendheid verwierf door zijn deelname aan de Amerikaanse televisieshow American Idol en later als lid van de band Gabriels.

## Vroege leven en carrière
Lusk begon zijn muzikale carrière in de kerk, waar hij zijn vocale vaardigheden ontwikkelde. Hij werkte als achtergrondzanger voor zanger Nate Dogg voordat hij in 2011 auditie deed voor American Idol. Ondanks dat hij niet won, kreeg hij een aanzienlijke bekendheid en ervoer hij de druk en manipulatie van de showbusiness.
In 2011 nam Lusk deel aan de Amerikaanse televisieshow American Idol. Zijn krachtige en emotionele uitvoeringen maakten indruk op de jury en het publiek. Ondanks zijn succes op de show, werd hij uiteindelijk geëlimineerd. Na zijn deelname aan de show worstelde Lusk met zijn identiteit en de druk van de showbusiness. Hij overwoog zelfs om de muziekwereld te verlaten.
Lusk vormde in 2016 de band Gabriels samen met Ari Balouzian en Ryan Hope. De band bracht in 2020 hun debuut-EP uit, Love And Hate In A Different Time, die door Sir Elton John werd geprezen als "een van de meest invloedrijke platen die ik in de afgelopen 10 jaar heb gehoord". De band kreeg snel bekendheid en tekende een contract bij Atlas Artists, een dochteronderneming van Parlophone Records.
In 2023 trad Lusk op met Elton John op het Glastonbury Festival. Zijn optreden werd goed ontvangen en vestigde hem als een opkomende ster in de muziekindustrie.

## Muzikale stijl en invloeden
Lusk's muzikale stijl is diep geworteld in de gospel en R&B, met invloeden van soul en Motown. Zijn krachtige en emotionele stem, gecombineerd met zijn vermogen om een verhaal te vertellen door middel van zijn muziek, heeft hem onderscheiden in de muziekindustrie.